# Вулиця Євгена Котляра
Вулиця Євге́на Котляра́ — вулиця у Холодногірському районі міста Харкова. Починається від Полтавського Шляху, йде на північ до Великої Панасівської вулиці. Перетинається з вулицями: Благовіщенська, Слов'янська, Коцарська, Чоботарська. На початку вулиці, ліворуч, розташований Привокзальний майдан.

## Історія
Заснування вулиці пов'язане з будівництвом харківського залізничного вокзалу і датується 1868—1869 роками. Первинна назва вулиці — Олександрівська, на честь Олександрівської каплиці, яка стояла посередині сучасного Привокзального майдану. У 1922 році Олександрівську перейменували на вулицю Червоноармійця, а у 1936 році отримала назву — Червоноармійською. 7 вересня 1942 року Міська управа повернула вулиці історичну назву Олександрівська, а після повернення Харкова у 1943 році до складу СРСР вулиця знову перейменована на Червоноармійську.
20 листопада 2015 року, на виконання Закону України про декомунізацію, Харківська міська рада перейменувала на вулицю Миколи Конарєва (в минулому міністра шляхів сполучення СРСР). Згодом, 17 травня 2016 року вулицю перейменували знову, надавши їй ім'я Героя Небесної сотні, харків'янина Євгена Котляра.

## Будівл
- Буд. № 4 — Пам'ятка архітектури Харкова, житловий будинок (1911), архітектор Олександр Ржепішевський (колишній прибутковий будинок Б. Контрольського)[2]. Нині в цьому будинку розміщуються установи: Головне управління Пенсійного фонду України в Харківській області, Архівний відділ Харківської районної державної адміністрації та ін.
- Буд. № 7 — будівля управління Південної залізниці (1914) — пам'ятка архітектури, архітектор О. І. Дмитрієв, Д. С. Ракітін.
- Буд. № 8/10 — Пам. арх. Комплекс житлових будинків за проєктом архітектора Олексія Бекетова (1925—1936).
- Буд. № 15 — Інформаційно-обчислювальний центр Південної залізниці.

## Галерея

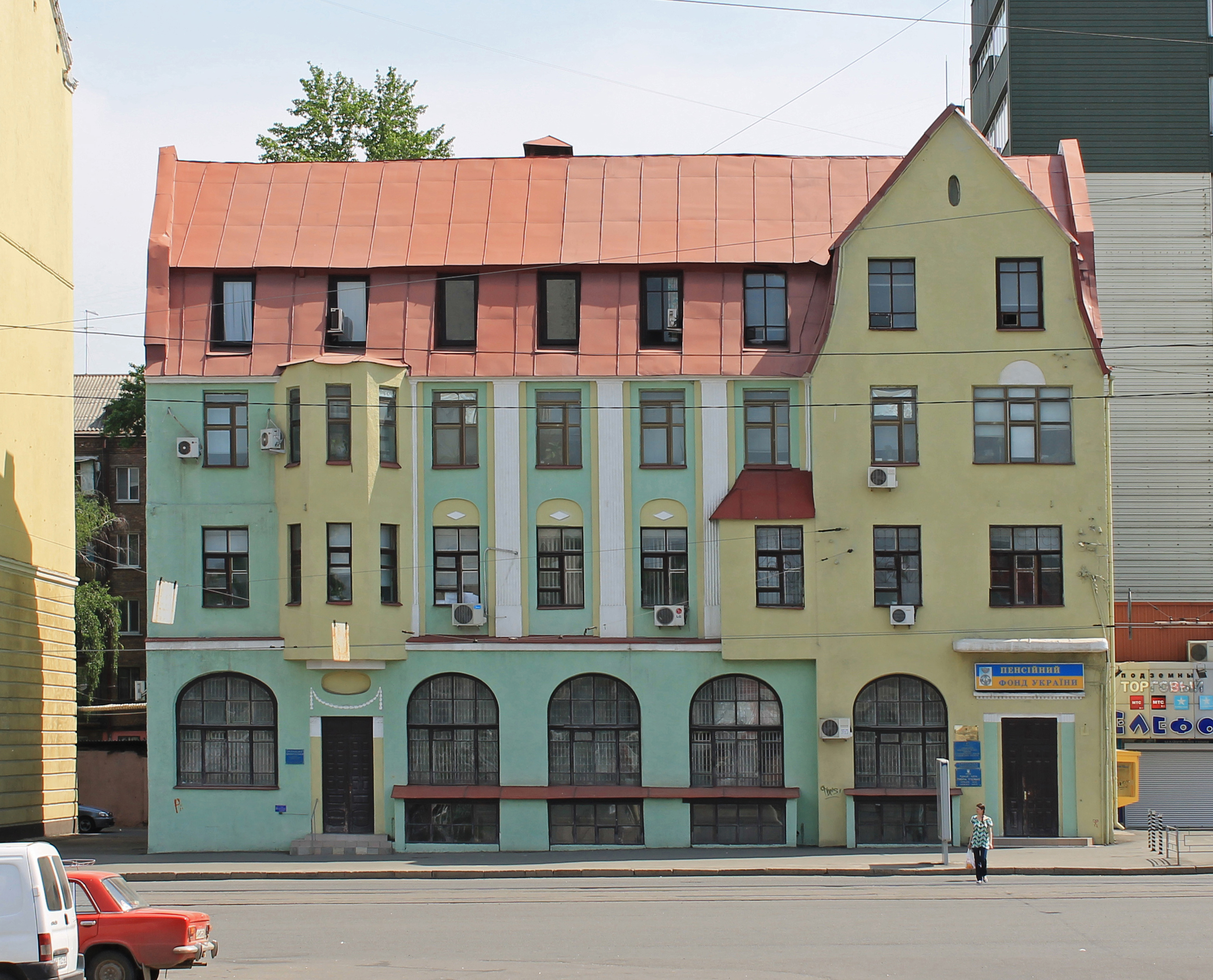
Будинок № 4
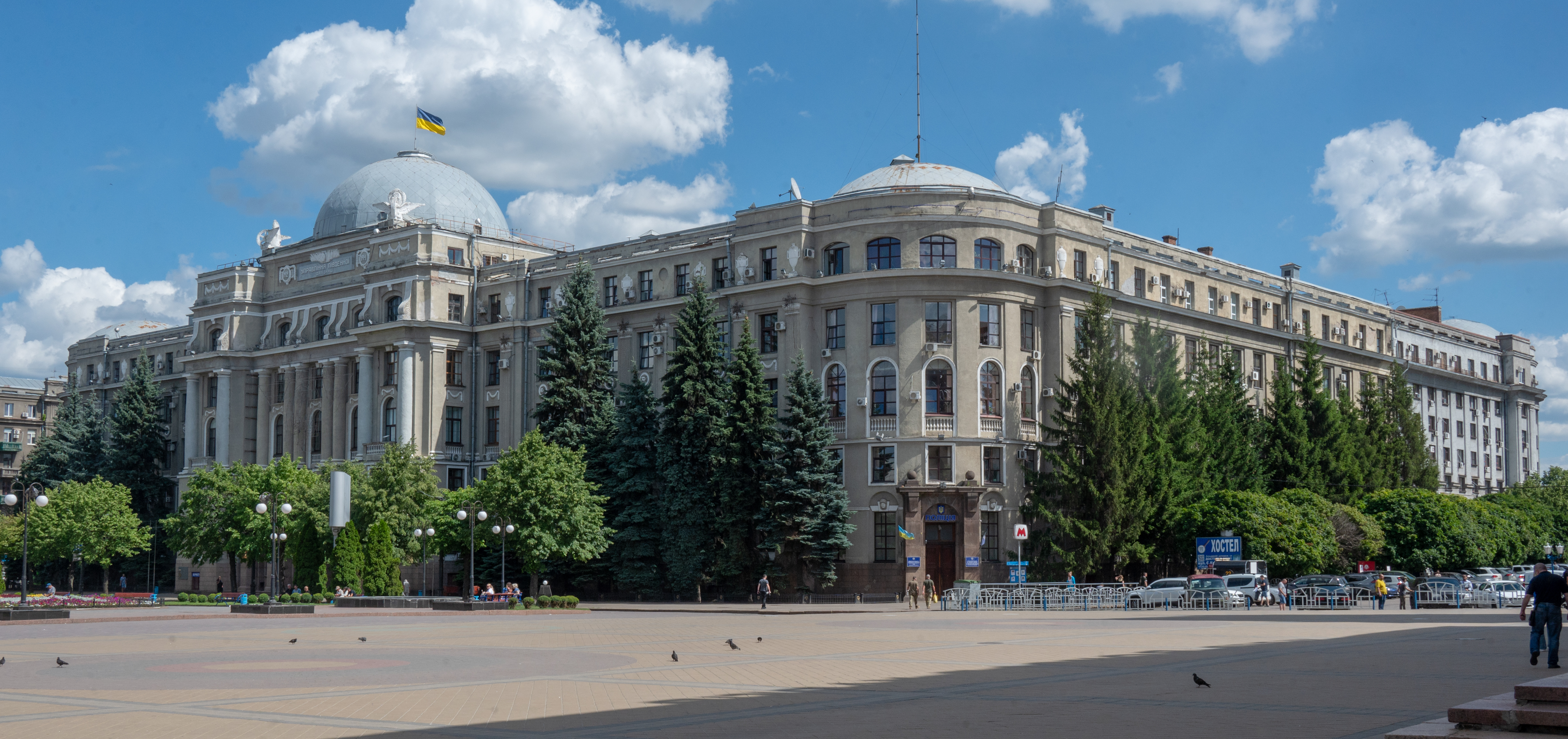
Будинок № 7
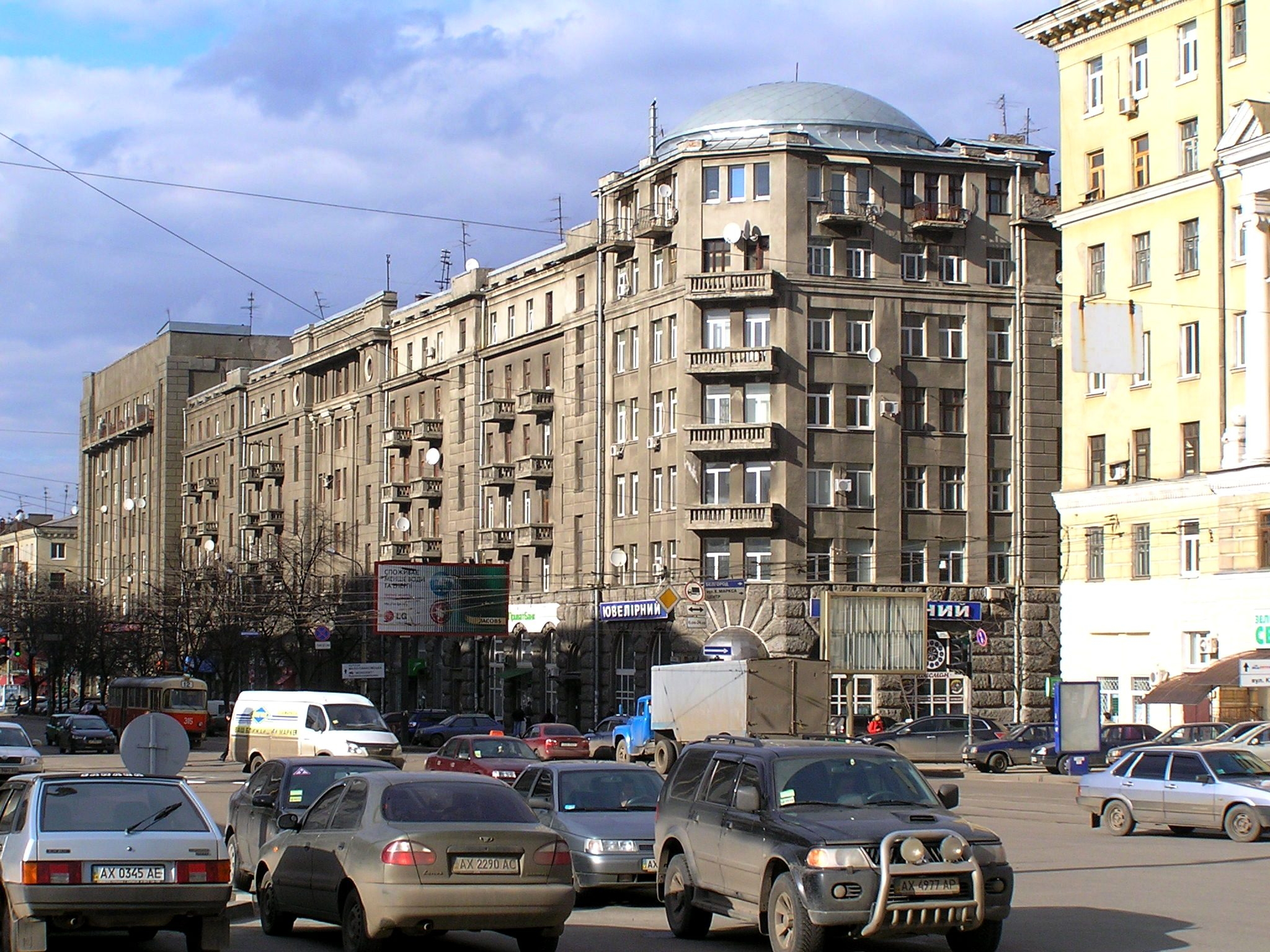
Будинок № 8/10